# 음력 8월 4일
음력 8월 4일은 음력 8월의 4번째 날이다.

## 문화
- 1999년 - 대한민국 정보통신부, 불법 감청에 대한 처벌 강화를 내용으로 한 '전기통신 감청 관련 현황 및 대책' 발표.
- 2012년 - 대구 도시철도 2호선 경상북도 경산시 연장 구간 (사월 - 영남대) 개통.

## 탄생
- 1987년 - 대한민국의 배우 겸 가수 장근석.
- 1989년 - 대한민국의 가수 장현승.

## 사망
- 1789년 - 조선 순조의 왕비 순원왕후.
- 2023년 - 대한민국의 성우, 배우 변희봉.

## 같이 보기
- 음력 360일: 1월 2월 3월 4월 5월 6월 7월 8월 9월 10월 11월 12월
- 전날:8월 3일 다음날:8월 5일 - 전달:7월 4일 다음달:9월 4일
- 양력:8월 4일
- 음력, 윤달